# Cmentarz mennonicki w Marynowach
Cmentarz mennonicki w Marynowach – nekropolia mennonitów w Marynowach, założona w połowie XVIII wieku, przy nieistniejącym dziś kościele ewangelickim.

## Galeria

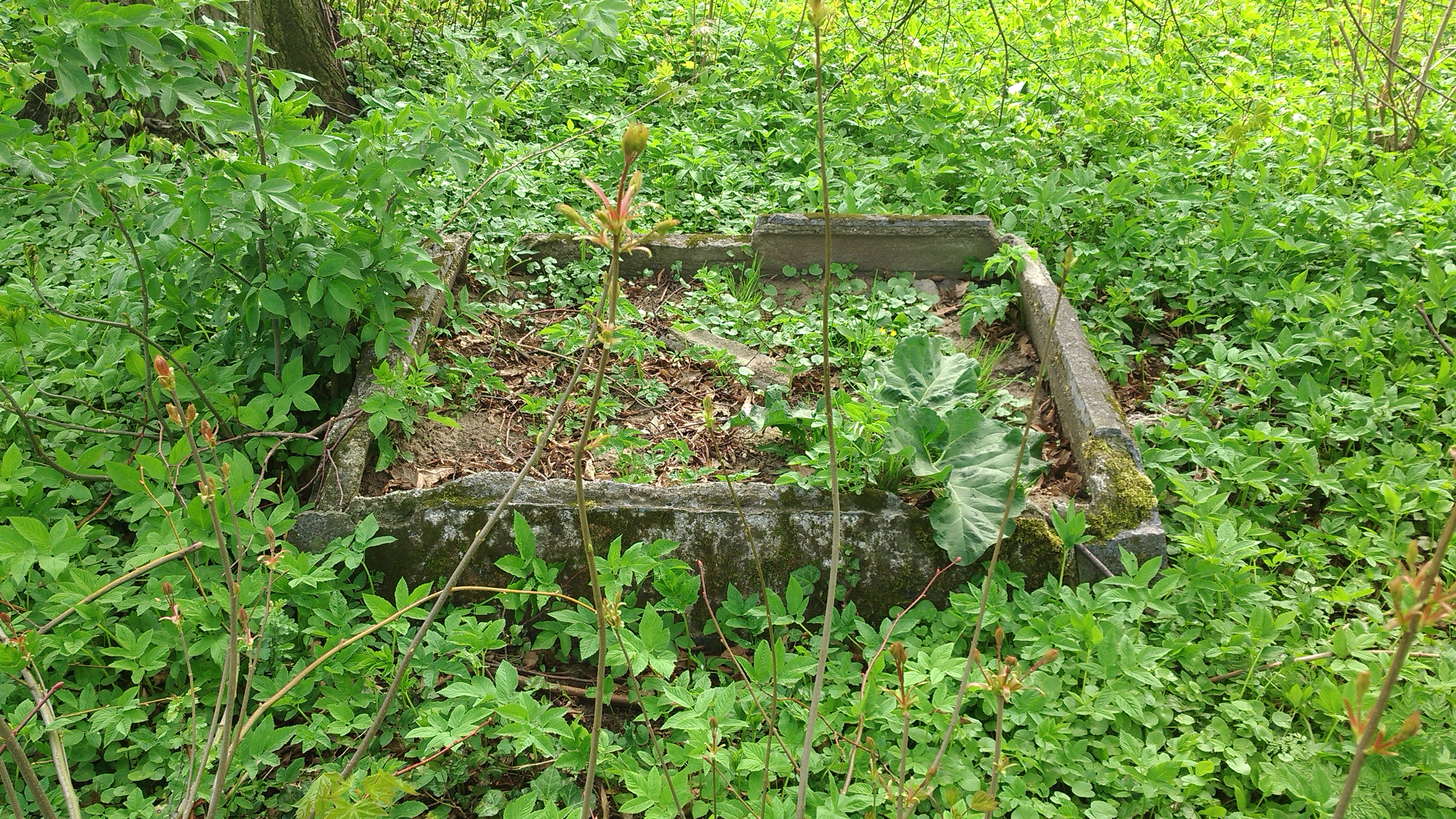
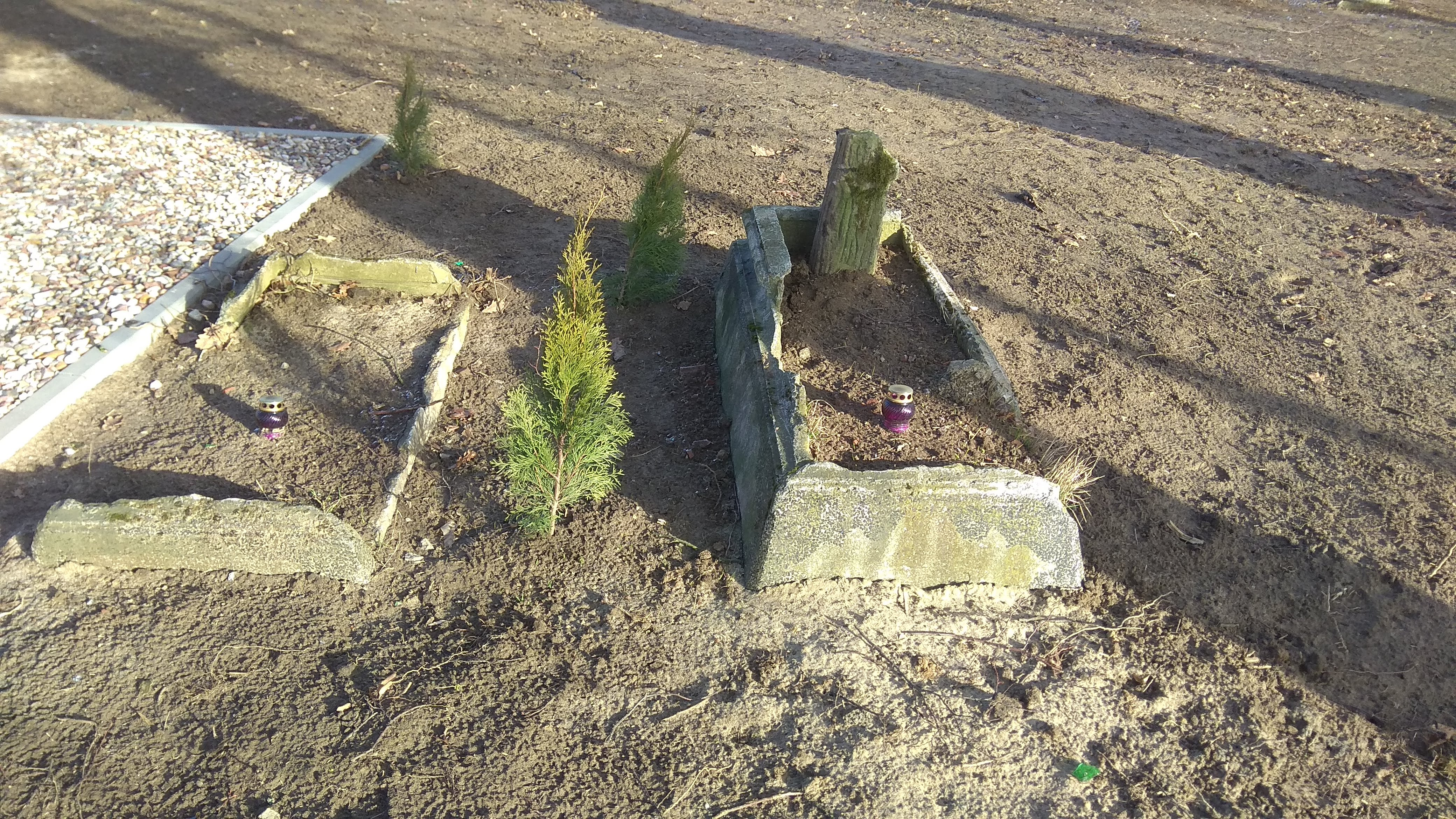
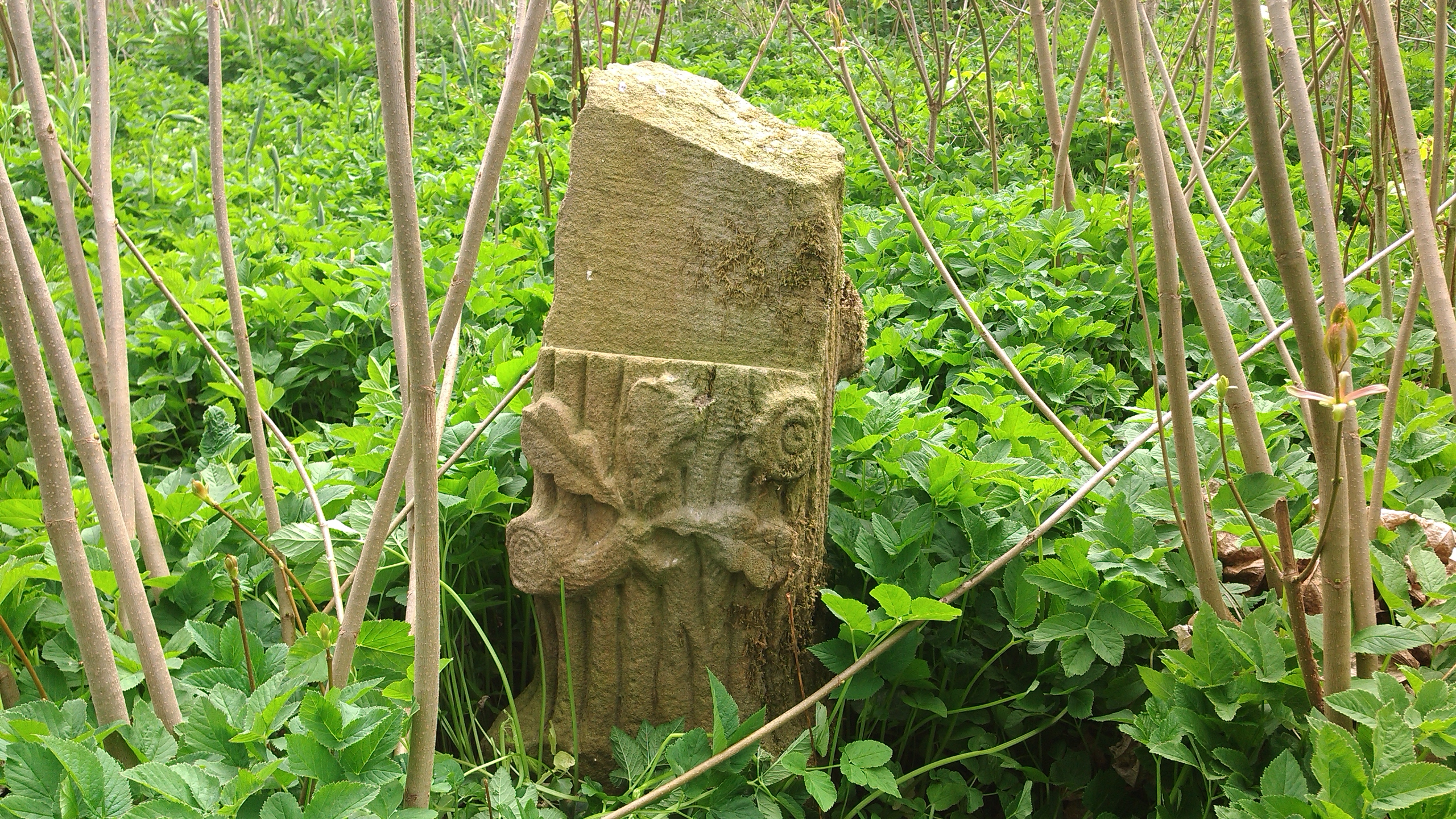
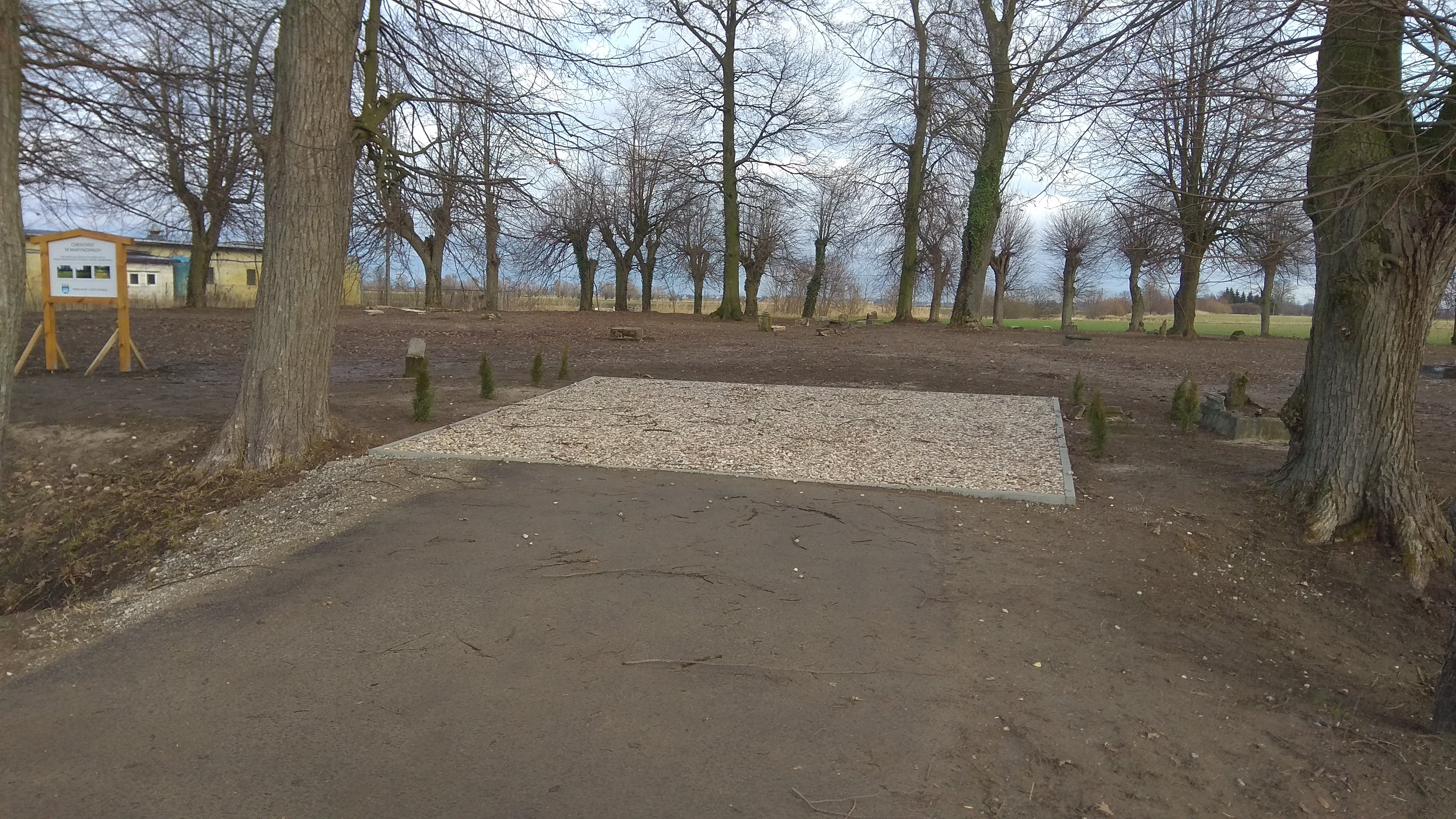
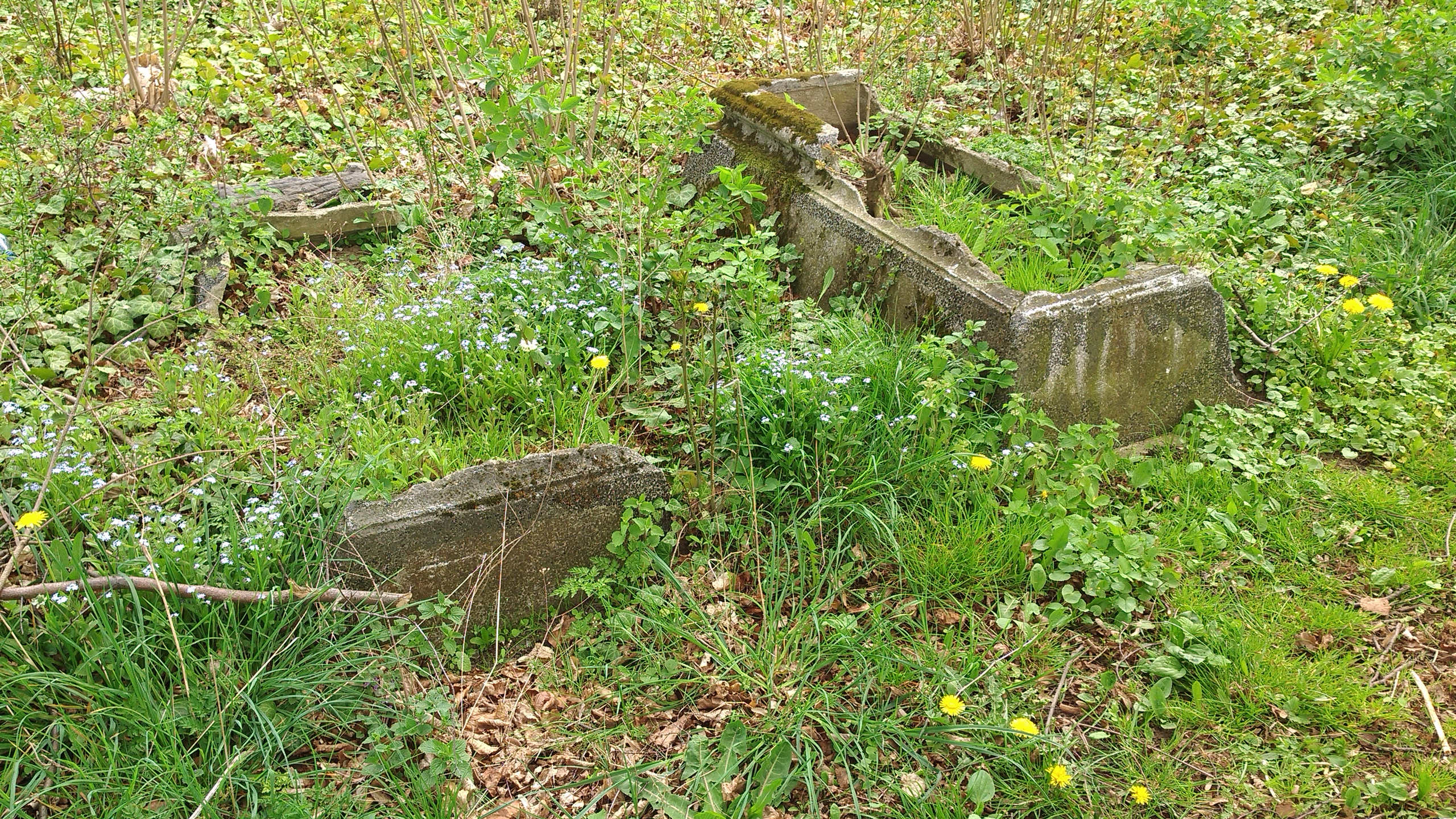

## Opis cmentarza
Obiekt położony jest w centrum wsi, przy dzisiejszej ulicy Topolowej. Na jego terenie znajduje się kilkanaście nagrobków, głównie uszkodzonych. Przed wejściem na cmentarz znajduje się tablica informacyjna, postawiona po zakończeniu prac remontowych i oczyszczeniu miejsca w 2018 roku.